# Ettore Meini
Ettore Meini (Cascina, 5 de enero de 1903 - Pisa, 29 de agosto de 1961) fue un ciclista italiano que fue profesional entre 1928 y 1935. Se distinguió como velocista y en su palmarés destacan 3 etapes en el Giro de Italia y una en el Tour de Francia.

## Palmarés
1926
- 1º en el Giro del Casentino

1928
- 1º en la Copa Cavaciocchi

1929
- 1º en la Copa Zucchi

1930
- 1º en la Copa Cavaciocchi

1931
- 1º en el Tour de Umbría
- 1º en el Giro de la Romagna
- Vencedor de una etapa en el Giro de Italia

1932
- 1º en la Milán-La Spezia
- Vencedor de 2 etapas en el Giro de Italia
- Vencedor de 2 etapas de la Barcelona-Madrid
- Vencedor de una etapa en la Volta a Cataluña

1933
- Vencedor de 2 etapas en el Giro de Italia
- Vencedor de una etapa en el Circuit de Midi

1934
- Vencedor de una etapa en el Tour de Francia

### Resultados en el Giro de Italia
- 1931. 31.º de la clasificación general y vencedor de una etapa
- 1932. 40.º de la clasificación general. Vencedor de 2 etapas
- 1933. 51.º de la clasificación general. Vencedor de 2 etapas
- 1934. 27º de la clasificación general

### Resultados en el Tour de Francia
- 1934. 29º de la clasificación general y vencedor de una etapa